# 日本国憲法第1条
日本国憲法 第1条（にほんこく（にっぽんこく）けんぽう だいいちじょう）は、日本国憲法の第1章「天皇」にある条文の一つ。天皇の地位と国民主権について規定する。

## 条文
日本国憲法 - e-Gov法令検索

第一条天皇は、日本国の象徴であり日本国民統合の象徴であつて、この地位は、主権の存する日本国民の総意に基く。

## 解説
日本国憲法第1条は、日本国憲法の先頭に置かれた条文として重要な意義を有する。天皇が日本国及び日本国民統合の象徴であり、その地位が主権の存する日本国民の総意に基づくとしたことは、国民主権と歴史的・伝統的な天皇制との調和を意図したものである。法的意味としては、天皇が日本国ならびに日本国民統合の象徴たる地位につかれ、その地位は主権者たる国民の総意によって定められたことを示している。天皇の象徴たる地位と国民主権が憲法上、根拠づけられている。
日本国憲法は第一章において「天皇」について定めるが、それは日本の長い歴史を踏まえつつ、国民主権に立脚する憲法体系における位置づけを明らかにしようとする趣旨によるものと考えられる。
天皇について規定する第1章に置かれた規定であるが、その内容は、天皇が「象徴」の地位にあること、またその地位は主権の存する日本国民の総意に基づいて決定されたという規定であり、象徴天皇制、国民主権を規定するものとなっている。日本国憲法には国民ないし国民主権と題する章はなく、本条および日本国憲法前文が日本国憲法における一つの理念的支柱である国民主権の根拠条文となっている。
日本国憲法が天皇を「日本国」「日本国民統合」の「象徴」とするのは国旗を通じて国民が国家を感得し、国民の統合的機能を果たすようなことを期待してのことである。したがってその地位にある者に対して象徴的役割にふさわしい行動をとることの要請を随伴するものとみなさなければならず、また、そのような役割にふさわしい待遇がなされなければならないという規範的意味が存することも否定できない。
このように憲法が天皇に象徴的役割を求めた背景には、天皇が明治憲法下の天皇とは違って政治行動の外にあって超然とした中立的存在であることを求めるという狙いがあり、我が国の従前の歴史についての省察に基づく決断がある。
明治憲法の下でも天皇は象徴であったと言うこともできるが、統治権の総攬者という地位が前面に出ていたために、象徴としての地位は背後に隠れていたと考えられる。日本国憲法では統治権の総覧者としての地位が否定された結果、象徴としての地位が前面に出てきたのである。
「主権の存する国民」については現実に政治参加する権利をもつ国民とみるか、国民の総体とみるかの解釈の違いがある。また「総意」についても、単なる国民の意思か、現在・過去・未来の国民を合わせた国民の意思であるかの解釈の違いがある。いずれにしても現行憲法制定時には天皇の地位が日本国民の総意に基づくものであることが帝国議会において確認されたことになる。
なお「この地位は」とは天皇が象徴としての役割をもつことを一つの地位とみて、その地位を指すものと解される。枢密委員会記録においても「この地位」という条文の文章が指すのは天皇そのものとしての地位ではなく「象徴であるといふ地位」のことであるという証言もある（枢密委員会記録） 。
『象徴』に関しても、地位であるとする説と役割であると解する説があるが、通説では天皇に一般的・恒常的に認められた公的地位であるとしつつ、憲法上象徴の地位にある天皇に、同時に象徴としての機能を果たすことを認めているという。
象徴的機能に関しても消極的・受動的側面と積極的・能動的側面があるとされ、積極的・能動的側面においては、象徴を見る人々が象徴を見ることによって、統一への認識を自ら高めるというような場合であるとされる。逆に消極的・受動的側面においては象徴されるものを鏡のようにありのままに映し出すという場合であるという。また象徴が人間であることから、象徴からの積極的な働きかけによって国民的統合をはかることが可能かという点においては、憲法の定める国事行為及び国内巡幸などの公的行為を通してよく統合機能が発揮されていると解されているが、それ以外の特別の統合行為まで認められるかは議論のあるところである。
このような象徴機能は君主一般に認められるものであり、旧憲法下においても、天皇は統治権の総覧者であると同時に、国家的象徴でもあった。しがって、現行憲法の象徴天皇制の規定も、伝統的・慣習的に認められていた象徴的地位を成文化し、憲法上宣言したものであるする説もある（宣言的規定説）。この場合、現行憲法の象徴的天皇の規定は旧憲法との連続性が認められるということになる。ただし、その内実については見解が分かれている。
ここで「象徴」とされるのは国旗などと違って人格であるため、その地位にあるものに対して象徴的役割にふさわしい行動をとることの要請が随伴するものとみなされ、また、そのような役割にふさわしい待遇がなされなければならないという規範的意味が存することも否定できない。憲法が天皇に象徴的役割を求めた背景には天皇が明治憲法下の天皇とは違って政治行動の外にあって超然とした中立的存在であることを求めるという狙いがあり、国民主権に立っての我が国の従前の歴史についての省察に基づく決断があるとされる。
近代以降の西欧立憲君主国家においても君主の権能は名目化しているが、象徴としての天皇は名目的ながら君主としての機能を果たしており、象徴としての天皇も国民感情による尊厳の対象として象徴としての公的役割を期待されるのは当然であり、現代型立憲君主国の例にも副うことになる。
天皇が公的地位として国民の崇拝の的となった根元には、建国と万世一系の皇室とを不可分の関係としてとらえてきた背景があり、皇室は国民とともにあるがゆえに皇室は国民とともに永久であるということを基礎とし、天皇は国民精神の生きた象徴であるところに皇室の存在意義があるという認識がみられ、新憲法の改正草案にも「天皇は国民の宗家として国民統合の象徴として、その限度において天皇制の存続」を認めるなど、天皇を日本国ならびに日本国民統合の象徴としたことについて、天皇を国民の尊厳の的とし、象徴たる天皇を憲法上の地位として定め、法的効果を与えるべきであるという理解をもつことができる。
天皇という一人の人間が、建国以来の長い歴史、伝統、文化をないまぜにした「日本国」と一億三千万人におよぶ「日本国民」の統合機能をはたすことは、きわめて重い意義を持つことが指摘されている。
宣言的規定説や創設的規定説は、このような天皇の象徴性も憲法改正により主権の総意に基づく改正についてこれを可能としているが、前述の精神的基礎に基づく憲法改正の現界からすれば改正の現界と考えられる。
なお、天皇の象徴規定は各国にも伝播し、スペイン（1978年憲法）、ネパール（1990年憲法）、カンボジア（1993年憲法）、モロッコ（1996年憲法）においても君主に「象徴」なる文言を冠しているという。

### 天皇および皇族の人権
天皇も日本国憲法第10条に規定された日本国籍を有する「日本国民（国家構成員としての国民）」である。その一方で、「主権者としての国民」ではない。「人権享有主体としての国民」に天皇が含まれるかについては肯定説と否定説に分かれる。学説上は肯定説が通説となっている。
- 肯定説（通説） - 憲法第3章の国民とは国家構成員としての国民を指しているため（前述）、天皇も含まれるが、天皇は国家と国民統合の象徴という特別な地位にあるため、特例が与えられていると解する。
- 否定説 - 憲法上世襲による皇位を定めている以上、天皇・皇族は門地により国民と区別された存在であり、人権享有主体ではないと解する（5つの人権が保障されず、国民の三大義務も免除されている。更に皇室典範により男尊女卑、家父長制が定められている）。また否定説の中には天皇は人権享有主体ではないが、皇族は人権享有主体であるとする学説もある。

- 国会における政府見解としては憲法上の象徴という特殊なる地位により、必要なる制約が存し憲法第11条の規定は一般国民と同じようには天皇に適用はされないとするものである（S59.4.3、衆議院内閣委員会）[21]。

他面、憲法は近代人権思想の中核をなす平等理念とは異質の世襲の天皇を存続させているのであって、現行法上天皇及び皇族に認められている特権あるいは課されている著しい制約が是認されるとするならば、憲法は基本的人権の観念に立脚しつつも、天皇制という例外を導入したのであって、天皇及び皇族とともに門地によって国民から区別された特別の存在にして基本的人権の享有主体ではないと解さざるをえないとする見解もある。
天皇・皇族も日本国籍を有する日本国民であり、人間であることに基づいて認められる権利は保障されるが、皇位の世襲と職務の特殊性から必要最小限度の特例が認められるが、どのような人権がどの程度認められるかは個別的検討による。たとえば選挙権、被選挙権は国政に関する権能を有しない天皇には認められないし、婚姻の自由、財産権、言論の自由も天皇の地位の世襲制と職務の特殊性から一定の制約を受けるとするのは合理的であると考えられる。
さらに、天皇の地位を日本国民の総意に基づくものとすることは、ポツダム宣言を受諾する前提として日本政府が意図した、いわゆる「国体護持」の意向確認に対するアメリカ合衆国からの「バーンズ回答」における“日本の政体は日本国民が自由に表明する意思のもとに決定される”との声明とも関連するものである。

### 君主としての性格
第1章が天皇に関する条文である点については、先行する憲法である大日本帝国憲法と共通する。大日本帝国憲法第1条は、「大日本帝国ハ万世一系ノ天皇之ヲ統治ス」と規定していた。
天皇は特別の身分を背景に一般に世襲的にその地位が継承される独任機関で、国家的象徴性を備えており、内閣の助言と承認の下に幾つかの国家的に重要な行為をなし、条約批准書の認証や外国の大使・公使の接受を行うなど一定の対外関係的行為に携わるのであって、天皇も君主といえないことはない。
君主制の民主化によって君主の機能が名目化されているにしたがって君主を定義する統治権または行政権の一部を有することが不要とみなされるようになった。この考えによれば、天皇を君主と呼ぶことも可能である。

### 元首としての性格
なお大日本帝国憲法は第4条で、天皇が元首である旨を規定しているが、日本国憲法においては、元首についての規定はなく、天皇を元首とみることができるかどうかについては憲法学説上判断が分かれており、学説の大多数は条約締結や外交使節任免および外交関係処理の権限をもつ内閣、もしくは行政権の首長として内閣を代表する内閣総理大臣を元首としているが、国会における政府公式見解は天皇を元首とみなしている（後述）。
元首はかつては「行政権を握っている者」という意味であったが、今日では「対外的な代表者」を呼ぶようになっている。
憲法第七条に列挙された天皇の国事行為の第八号、第九号は「外交文書の認証」「大使、公使の接受」とあるので天皇が我が国の対外的な代表者であり、国家元首であるという解釈が成り立つと言われる。
来日する外国の大使・公使の信任状のあて先は天皇であり、天皇が受理することが慣行となっていることや諸国の元首の機能が名目化しつつあることを考えると、天皇を君主と呼ぶことができるとすれば、天皇を元首と呼ぶことも許されると解することができる。

### 天皇の地位の特殊性に基づく法的特例
天皇が象徴であるとは、天皇に対してその役割にふさわしくあるべきことを要請するとともに、一定の範囲・程度において、そのような役割をもつ人として取り扱わなければならないという要請を随伴している。現行法上、天皇および皇族が特別の身分を認められているのはこのことに対応するものである。。
身分法上の特例として、皇室典範は天皇および皇族の特別の敬称（23条）、即位の礼・大喪の礼（24条・25条）、天皇及び皇嗣の成年を18年とする（22条）、反面、立后および皇族男子の婚姻は皇室会議の議を経るものとし（10条）、皇族には「氏」がなく「天皇及び皇族の身分に関する事項」は戸籍ではなく「皇統譜に登録する」ものとしている。

### 象徴天皇の由来
「国民統合の象徴」についてはGHQ草案の該当項目を起草したGHQ民政局のネルソンとプールがイギリスのジャーナリストであり憲政史家のウォルター・パジョット『イギリス憲政論』（1867年）を参照したものであるという。パジョットは政治は二つの部分から成るとし、一つは実効的部分であり、内閣その他の国家機関が担い、もう一つの尊厳的部分を君主・王室が担うとした。
日本国憲法の第一章の第6条と第7条に列挙されている天皇の国事行為は「尊厳的部分」であり、天皇が有しない「国政に関する権能」とは政治の「実効的部分」のことである。
日本国憲法第四条第一項の「天皇は、この憲法の定める国事に関する行為のみを行い、国政に関する権能を有しない」とはパジョットの立憲君主制論そのものを表したものとされる。
また国事行為に関する「内閣の助言と承認」とは明治憲法にもあった「大臣責任制」を表したものである。
パジョットは「国民は党派をつくって対立しているが、君主はそれを超越している。君主は表面上、政務と無関係である。そのため敵意をもたれたり、神聖さをけがされたりすることなく、神秘性を保つことができるのである。また君主は、相争う党派を融合させることができ、教養が不足しているためまだ象徴を必要とする者に対しては、目に見える統合の象徴となることができるのである」と述べている。
本条文の起草を担当したリチャード・A・プール氏は「自分たちが総司令部内で日本国憲法の草案を起草したとき、天皇の地位を『象徴』としたのは、一方で統治権の総攬という大きな権能を与えるべきではないと考え、他方で天皇に意義ある役割を期待したからである」と証言している。
なお『象徴』を起草したのはプール氏とともに起草にあたったネルスン陸軍中尉で、同氏はウォルター・パジョットの『英国憲法』の一節から『象徴』の語を引用したという。

### 天皇の地位に関する政府公式見解
国会論議における政府見解では天皇は君主であり我が国は立憲君主制であるとされ（昭和48年6月28日、参議院内閣委員会）、定義によっては天皇は元首と言えるという見解である(S48.6.7、衆議院内閣委員会）。憲法制定当時の担当大臣である金森徳次郎も貴族院において天皇は元首と「同じ取扱を受けらるべきもの」と答弁している（S21,9，5、貴族院帝国憲法改正案特別委員会）。
判例においてもプラカード事件第二審判決が天皇を元首としている（東京高裁昭和22.6.28)。また国際慣行上も諸外国では天皇を元首とみなしており、天皇は諸外国訪問の折には元首の待遇である21発の礼砲によって迎えられる。

### 国民主権
宮沢俊義は日本国憲法の国民主権を人民主権と捉え、明治憲法の天皇主権（宮沢はこれを「神勅主義」と呼ぶ）から日本国憲法の人民主権に移行したと説明する。
しかし、一般に憲法学や国家学においては国家における主権の存在を明確にする必要はないと言われいている。主権という概念自体が16世紀にジャン・ボダンという学者が絶対主義を正当化するものとして発案したものであり、権力を制限する政治の立憲主義とは相容れないものとされるからだという。
また、「国民主権」は多義的な概念であり、一般には狭義の国民主権と人民主権の二つに分類できると言われる。
狭義の国民主権のいう「国民」とは現在、過去、未来に存在する歴史的な総国民のこととされている。
明治憲法下の天皇主権についても、当時その説を唱えていたのは穂積八束と上杉慎吉の二人ぐらいで学界では傍流の少数派であり、主流は美濃部達吉の国家法人説であった。当時の少数派であったはずの天皇主権が明治憲法の基本原理であったと説明されるようになったのは戦後になってからで講座派のイデオロギーの影響であると言われる。
この国民主権と関連して憲法学界の多数派が支持するといわれる宮沢俊義の八月革命説についても、バーンズ回答にいう「日本国民の自由に表明せる意思」によって「日本国の最終的の政治形態」を決定するというのは、国民主権（宮沢俊義は「人民主権」とみなす）への要求だったとするが、ラウエル・レポートが天皇の統治権の総攬を許容していることからするとポツダム宣言とバーンズ回答が求めたのは、「民族自決」のことであり、
大西洋憲章第三条に「両国は一切の国民がその下に生活せんとする政体を選択する権利を尊重する」と同じような表現があるのもその傍証であるされる。また、日本国憲法前文の前にある上諭にある帝国憲法改正の手続きの事実を無視していることからなども八月革命説は論理破綻している説であると言われる。

## 沿革

### 大日本帝国憲法
東京法律研究会 p.1-6
吿文󠄁皇朕󠄂レ天壤無窮ノ宏謨ニ循ヒ惟神󠄀ノ寶祚ヲ承繼シ…茲ニ皇室典範及󠄁憲󠄁法ヲ制定ス惟フニ此レ皆皇祖󠄁皇宗ノ後裔ニ貽シタマヘル統治ノ洪範ヲ紹述󠄁スルニ外ナラス（憲󠄁法發布敕語）朕󠄂カ祖󠄁宗ニ承クルノ大權（上諭󠄀）國家統治ノ大權ハ朕󠄂カ之ヲ祖󠄁宗ニ承ケテ之ヲ子孫ニ傳フル所󠄁ナリ…第一條大日本帝󠄁國ハ萬世一系ノ天皇之ヲ統治ス第三條天皇ハ神󠄀聖󠄁ニシテ侵󠄁スヘカラス第四條天皇ハ國ノ元首ニシテ統治權ヲ總攬シ此ノ憲󠄁法ノ條規ニ依リ之ヲ行フ

### 憲法改正要綱
「憲法改正要綱」、国立国会図書館「日本国憲法の誕生」。

一　第三条ニ「天皇ハ神聖ニシテ侵スヘカラス」トアルヲ「天皇ハ至尊ニシテ侵スヘカラス」ト改ムルコト

### マッカーサー三原則（マッカーサー・ノート）
マッカーサー3原則（「マッカーサーノート」） 1946年2月3日、国立国会図書館「日本国憲法の誕生」。
訳文は、「高柳賢三ほか編著『日本国憲法制定の過程：連合国総司令部側の記録による I』有斐閣、1972年、99頁」を参照。

1.天皇は国家の元首の地位にある。皇位は世襲される。天皇の職務および権能は、憲法に基づき行使され、憲法に表明された国民の基本的意思に応えるものとする。

Emperor is at the head of the state. His succession is dynastic.His duties and powers will be exercised in accordance with the Constitution and responsive to the basic will of the people as provided therein.

### GHQ草案
「GHQ草案」、国立国会図書館「日本国憲法の誕生」。

#### 日本語
第一條皇帝󠄁ハ國家ノ象徵ニシテ又人民ノ統一ノ象徵タルヘシ彼ハ其ノ地位ヲ人民ノ主󠄁權意󠄁思ヨリ承ケ之ヲ他ノ如何ナル源泉ヨリモ承ケス

#### 英語
Article I.The Emperor shall be the symbol of the State and of the Unity of the People, deriving his position from the sovereign will of the People, and from no other source.

### 憲法改正草案要綱
「憲法改正草案要綱」、国立国会図書館「日本国憲法の誕生」。
第一天皇ハ日本國民至高ノ總意󠄁ニ基キ日本國及󠄁其ノ國民統合ノ象徵タルベキコト

### 憲法改正草案
「憲法改正草案」、国立国会図書館「日本国憲法の誕生」。

第一条天皇は、日本国の象徴であり日本国民統合の象徴であつて、この地位は、日本国民の至高の総意に基く。

### 帝国憲法改正案
「帝国憲法改正案」、国立国会図書館「日本国憲法の誕生」。

第一条天皇は、日本国の象徴であり日本国民統合の象徴であつて、この地位は、日本国民の至高の総意に基く。

## 関連訴訟・判例
摂政や国事行為代行者は訴追されないことが皇室典範21条や国事行為臨時代行法6条により定められており、その類推から天皇も刑事責任を負わないと解されている。
政府見解でも皇室典範21条の摂政は訴追されないとの規定より天皇は訴追されないとの見解である（S39.5.7、衆議院内閣委員会）。
民事裁判権が及ぶかどうかについては現行法に明確な規定は無いが、1989年（平成元年）10月22日の記帳所事件（「千葉県昭和天皇ご快癒祈願記帳所設置訴訟」）にて「天皇に民事訴訟権は及ばない」との最高裁判決が確定している。

## 関連条文
- 日本国憲法前文第1段落
- 大日本帝国憲法第1条
- 日本国憲法第２条
- 元号法

## 文献情報
- 「日本国憲法第1条･第2条に関連する政府の説明」（皇室典範に関する有識者会議、首相官邸）